# Strahlkogel
Le Strahlkogel est une montagne qui s’élève à 3 288 m d’altitude dans les Alpes de Stubai, en Autriche.